# Chris Shays
Christopher Hunter Shays, detto Chris (Stamford, 18 ottobre 1945), è un politico statunitense, membro della Camera dei Rappresentanti per lo stato del Connecticut dal 1987 al 2009.

## Biografia
Nato a Stamford, dopo gli studi Shays si dedicò alla politica con il Partito Repubblicano.
Dal 1975 al 1987 servì all'interno della legislatura statale del Connecticut, finché non venne eletto alla Camera dei Rappresentanti in un'elezione speciale per assegnare il seggio di un deputato defunto. Shays rimase al Congresso per quasi ventidue anni, fino a quando nel 2009 dovette cedere il seggio al democratico Jim Himes, che lo aveva sconfitto nelle elezioni.
Nel 2012 prese parte alle elezioni per il Senato, ma venne sconfitto nelle primarie repubblicane da Linda McMahon, la quale fu poi sconfitta nelle elezioni generali da Chris Murphy.
Durante la permanenza alla Camera, Shays era giudicato un repubblicano molto moderato, di ideologia centrista.